# Charles Honoré Berthelot de La Villeheurnois
Pour les articles homonymes, voir Berthelot.
Charles Honorine / Honoré Berthelot de La Villeheurnois (ou Villeurnoy)  est né à Toulon (Saint-Louis) le 28 février 1749 et mort à Sinnamary en Guyane le 10 juillet 1799.

## Biographie
Charles Honorine Berthelot la Villeurnoy (ou de Berthelot de la Villeurnoy) est le fils de Charles Edme Berthelot la Villeurnoy, inspecteur général des milices du royaume (1758), et de sa seconde épouse, Marie Marguerite d'Heu.
Il est conseiller au parlement de Paris à partir de 1768. Il accepte dans un premier temps une charge de magistrat dans le parlement de Paris refondé par le chancelier Maupeou en 1771 : selon un pamphlet, il est une « créature appartenante au duc de Richelieu », puis il renonce à sa charge. À la suite du rétablissement de l'ancien parlement, il devient en 1775 maître des requêtes de l'hôtel, fonction qu'il exerce jusqu'à la Révolution. Il est également sous-intendant de Pau à partir de juillet 1787.
Il épouse en 1776 Marie Charlotte Claude Drouyn de Vandueil (1752-1814), fille de Pierre-Louis-Anne Drouyn de Vandeuil, conseiller d'État, et Anne Marie Charlotte Le Roy de Sanguin, et sœur de Marie Edmée Victoire Drouyn de Vandeuil qui épousera en 1783 son frère cadet, Charles Hyppolite Berthelot, vicomte de la Villeurnoy (1752-1826).
Mme de Villeurnoy est connue pour quelques écrits: les poésies et comédies écrites pour fêter le rétablissement de son père au château de Bruys en 1781, et les « Tableaux de l’Histoire Universelle, ou l’Ensemble de chaque Siècle, présenté successivement depuis les premiers âges du monde jusqu’au règne de Tibère, Paris, Bernard, an 9.

### Sous la Révolution
Membre de l'Agence royaliste de Paris, Charles Honorine de Villeheurnois est un des chefs de la conjuration dite du camp de Grenelle, avec l'abbé Charles Brottier et Thomas Laurent Madeleine Duverne de Presle. Il fut membre de l'Agence royaliste de Paris.
Croyant pouvoir compter sur les officiers Malo et Ramel, qui avaient réprimé la Conjuration des Égaux, ils envisagent de soulever les troupes sous leurs ordres, cantonnées au camp de Grenelle, de les mener contre les  Directeurs et de rétablir la royauté. En fait, les deux généraux avertissent le Directoire des tractations et tous les conjurés sont arrêtés avant d'avoir pu entreprendre une quelconque action.
Condamné à un an seulement de prison, Charles Honorine de La Villeheurnois est déporté après le Coup d'État du 18 fructidor an V (4 septembre 1797) et meurt en Guyane,.